# Mario Fasino
Mario Fasino (San Severo, 26 de juliol de 1920) és un polític italià. Llicenciat en lletres i en jurisprudència, fou president diocesà i consultor nacional de la joventut d'Acció Catòlica, director de Voce Civica, vicesecretaria regional i membre del Consell Nacional de la Democràcia Cristiana Italiana. El 1953-1954 fou president de la Unione Sportiva Città di Palermo.
Fou elegit diputat a l'Assemblea Regional Siciliana a les eleccions de 1955, 1959, 1963, 1967, 1971, 1976 i 1981 pel col·legi de Palerm dins les llistes de la Democràcia Cristiana Italiana. De 1955 a 1969 fou assessor regional d'obres públiques, indústries i d'agricultura. Del 10 d'abril de 1969 al 22 de desembre de 1972 fou president de Sicília i de 1974 a 1976 president de l'Assemblea Regional Siciliana. De 1978 a 1980 fou assessor de turisme i territori i el 1983 deixà el seu escó a Mario D'Acquisto.
Posteriorment ha estat president del Centre de Lingüística i Estudis Filològics Sicilians. En els anys noranta va ser nomenat membre del Consell Regional de Béns Culturals de Sicília. I president de l'Associació d'ex Parlamentaris de l'Assemblea Regional.
Mario Fasino va morir a Palerm, Sicília, el 17 de gener de 2017, amb 96 anys. El seu funeral es va oficiar a l'església de Santa Maria de Montserrat dels Espanyols de Palerm.